# Contax
Contax – marka aparatów fotograficznych produkowanych od 1930 roku przez koncern Zeiss Ikon. Dziś to synonim wysokiej jakości, podobnie jak np. Hasselblad.

## Historia
Od 1926 koncern Zeiss przodował w Europie w produkcji jasnych, nowoczesnych obiektywów. Produkowany w drezdeńskiej fabryce Zeiss Ikon  Contax był drugim po Leice wprowadzonym na rynek nowoczesnym aparatem na film 35 mm, tzw. małoobrazkowy. Rozwiązanie to zrewolucjonizowało fotografię. Aparaty zrobiły się mniejsze, lżejsze, miały dobrej jakości, jasne obiektywy, a film zapewniał aż 36 zdjęć. Od późnych lat 20. i wczesnych 30. aparaty fotograficzne stały się towarzyszem reporterów i zwykłych ludzi.
Aparaty Contax wraz z Leicą stanowiły awangardę ówczesnej technologii. Po 1945 roku Rosjanie w ramach reparacji wojennych przenieśli zakład produkcyjny  do Kijowa, gdzie do końca lat 80. trwała produkcja modeli opracowanych w 1931 roku pod nazwami Kijów i Wołga. A w RFN wkrótce Zeiss Oberkochen regenerował przedwojenne marki.
Po 1945 roku aparaty fotograficzne pod marką Contax produkowane były również w Niemczech Wschodnich w fabryce VEB Zeiss Ikon Dresden. W produkowanej od 1949 r. lustrzance Contax S po raz pierwszy zastosowano wbudowany pryzmat pentagonalny, co znacznie ułatwiło korzystanie z aparatu. Model lustrzanki Contax F produkowany był w latach 1956-1961. Aparat wyposażony był w obiektyw Tessar 2,8/50 Carl Zeiss Jena. W 1959 roku fabryka VEB Zeiss Ikon Dresden wraz z kilkoma innymi zakładami utworzyła VEB Kamera und Kinowerke, od 1964 roku funkcjonujący jako VEB Pentacon.
Kilka lat temu markę Contax wykupiła japońska firma Kyocera. W 2005 roku zaprzestano produkcji aparatów fotograficznych Contax. Ostatnimi produkowanymi modelami były: Aria (niewielki i lekki aparat o dużych możliwościach), RX-II (cięższy i większy aparat profesjonalny) oraz RTS-III (topowy model o funkcjach niespotykanych w świecie fotografii). Ostatnią lustrzanką z logo Contax była profesjonalna lustrzanka cyfrowa Contax N Digital. Był to pierwszy aparat cyfrowy z przetwornikiem wielkości klatki filmu małoobrazkowego.

## Contax N
Z automatyką ustawiania ostrości (auto-focus)
modele: N1, Nx

obiektywy Carl Zeiss:
- Vario Sonnar 17-35 mm f/2.8
- Vario Sonnar 24-85 mm f/3.5-4.5
- Vario Sonnar 28-80 mm f/3.5-5.6
- Planar 50 mm f/1.4
- Vario Sonnar 70-200 mm f/3.5-4.5
- Vario Sonnar 70-300 mm F/4.0-5.6
- Planar 85 mm f/1.4
- Makro-Sonnar 100 mm f/2.8
- Tele-Apotessar 400 mm f/4

## Contax SLR
Bez automatyki ustawiania ostrości (z wyjątkiem AX)

modele: RTS I (1975-1982), RTS II (1982-1990), RTS III (1990-2005), RX, RX-II, Aria, AX, S2, S2b, ST, 159MM, 139Q, 137MA, 167MT

obiektywy Carl Zeiss:
- Distagon 15 mm f/3.5
- F-Distagon 16 mm f/2.8
- Distagon 18 mm f/4
- Distagon 21 mm f/2.8
- Distagon 25 mm f/2.8
- Distagon 28 mm f/2.8
- Vario-Sonnar 28-70 mm f/3.5
- Vario-Sonnar 28-85 mm f/3.3-4
- Distagon 35 mm f/1.4
- Distagon 35 mm f/2.8
- PC-Distagon 35 mm f/2.8
- Vario-Sonnar 35-70 mm f/3.4
- Vario-Sonnar 35-135 mm f/3.3-4.5
- Tessar 45 mm f/2.8
- Planar 50 mm f/1.7
- Planar 50 mm f/1.4
- Planar 50 mm f/1.2
- Makro-Planar 60 mm f/2.8
- Makro-Planar 60 mm C f/2.8
- Planar 85 mm f/1.2
- Planar 85 mm f/1.4
- Sonnar 85 mm f/2.8
- Planar 100 mm f/2
- Makro-Planar 100 mm C f/2.8
- Sonnar 135 mm f/2.0
- Sonnar 135 mm f/2.8
- Sonnar 180 mm f/2.8
- Aposonnar 200 mm f/2
- Tele-Tessar 200 mm f/3.5
- Tele-Tessar 200 mm f/4.0
- Vario Sonnar 80-200 mm f/4
- Tele-Apotessar 300 mm f/2.8
- Tele-Tessar 300 mm f/4.0
- Vario Sonnar 100-300 mm f/4-5.6
- Mirotar 500 mm f/8
- Mutar I – 2x teleconverter
- Mutar II – 2x teleconverter
- Mutar III – 1.4x teleconverter
- Tele-Apotessar 600 mm f/4 AE
- Mirotar 1000 mm f/5.6 AE
- Vario Sonnar 70-210 mm f/3.5 AE

Z lustrzankami Contax bez żadnych adapterów współpracują wszystkie obiektywy Yashica.
Dostępne są adaptery do systemów: M42, Contax 645, Hasselblad, Pentacon six.
Po zastosowaniu odpowiedniego adaptera obiektywów Contax-Zeiss można używać z aparatami Canon EF – wówczas działają jedynie nastawy manualne aparatu oraz preselekcja przysłony, a także pomiar światła przez obiektyw z wyłączeniem pomiaru matrycowego. W przypadku nielicznych adapterów można uzyskać potwierdzenie ostrości podobnie jak w przypadku obiektywów z autofocusem.

## Contax G
Aparaty dalmierzowe

modele: G1, G2

obiektywy Carl Zeiss:
- Hologon 16 mm f/8
- Biogon 21 mm f/2.8
- Biogon 28 mm f/2.8
- Planar 35 mm f/2
- Planar 45 mm f/2
- Sonnar 90 mm f/2.8
- Vario-Sonnar 35-70 mm f/3.5-5.6

## Contax 645
Aparat średnioformatowy (4,5 × 6 cm)

obiektywy Carl Zeiss:
- Distagon 35 mm f/3.5
- Distagon 45 mm f/2.8
- Distagon 55 mm f/3.5
- Vario-Sonnar 45-90 mm f/4.5
- Planar 80 mm f/2
- Apo-Makro-Planar 120 mm f/4
- Sonnar 140 mm f/2.8
- Sonnar 210 f/4
- Tele-Apotessar 350 mm f/4
- Mutar 1.4x

## Contax – aparaty kompaktowe
T, T2, T3, TVS III

## Contax – cyfrowe aparaty fotograficzne
iR4, UR4, SL300R T*, TVS Digital

## Lampy błyskowe
- TLA20
- TLA30
- TLA140
- TLA200
- TLA280
- TLA360
- TLA480